# Boston Automobile Company
Boston Automobile Company war ein US-amerikanischer Hersteller von Automobilen.

## Unternehmensgeschichte
Das Unternehmen wurde 1900 in Bar Harbor in Maine gegründet. E. Shirley Goddard war Präsident, Paul Hunt Manager und George P. Billings Superintendent. Die Produktion von Automobilen begann. Der Markenname lautete im Jahr 1900 zunächst Standard und später Boston. Ab 1901 wurden die Fahrzeuge als Bar Harbor vermarktet. Im Februar 1901 waren Fahrzeuge auf der Boston Automobile Show ausgestellt. Zwei Fahrzeuge wurden nach England verkauft und eines nach Indien. 1902 endete die Produktion. Der Grund ist nicht überliefert, denn die Geschäfte liefen gut.

## Fahrzeuge
Im Angebot standen Dampfwagen. Die Höchstgeschwindigkeit war mit 74 km/h angegeben. Zur Wahl standen zweisitziger Runabout und viersitziger Surrey. Außerdem ist ein Einsitzer überliefert.

## Übersicht über Pkw-Marken aus den USA, die mitStandardbeginnen
| Marke       | Hersteller                                   | Vermarktungsbeginn | Vermarktungsende | Ort, Bundesstaat           |
| ----------- | -------------------------------------------- | ------------------ | ---------------- | -------------------------- |
| Standard    | Boston Automobile Company                    | 1900               | 1900             | Bar Harbor, Maine          |
| Standard    | Standard Motor Vehicle Company (New Jersey)  | 1900               | 1901             | Camden, New Jersey         |
| Standard    | Standard Motor Vehicle Company (Kalifornien) | 1901               | 1902             | Oakland, Kalifornien       |
| Standard    | Standard Motor Construction Company          | 1904               | 1905             | Jersey City, New Jersey    |
| Standard    | St. Louis Car Company                        | 1910               | 1911             | St. Louis, Missouri        |
| Standard    | Standard Car Manufacturing Company           | 1911               | 1915             | Jackson, Michigan          |
| Standard    | Standard Engineering Company                 | 1914               | 1914             | Chicago, Illinois          |
| Standard    | Standard Steel Car Company                   | 1914               | 1923             | Butler, Pennsylvania       |
| Standard GE | Standard Gas Electric Power Company          | 1909               | 1910             | Philadelphia, Pennsylvania |